# USS Haggard (DD-555)
Pour les articles homonymes, voir Haggard.
L'USS Haggard (DD-555) est un destroyer de la classe Fletcher en service dans la Marine des États-Unis (US Navy) pendant la Seconde Guerre mondiale. Il a été nommé en l'honneur du Captain (capitaine) Thomas Haggard du Louisa, qui a participé à la quasi-guerre.

## Construction
Sa quille est posée le 27 mars 1942 au chantier naval Seattle yard de Seattle-Tacoma Shipbuilding Corporation - Seattle, dans l'état de Washington. Il est lancé le 9 février 1943; parrainé par Mme E. B. McKinney, et mis en service le 31 août 1943.

## Historique
Le Haggard est parti pour un entraînement au large de la Californie le 29 septembre et après l'avoir terminé, il a quitté Seattle le 24 novembre pour Pearl Harbor. Le navire est arrivé le 30 novembre 1943 et a passé les deux mois suivants à participer à des exercices tactiques avec d'autres destroyers dans les eaux hawaïennes. Sa première opération de combat sera l'invasion des îles Marshall, prochaine étape sur la route des îles vers le Japon.

### Pacifique central
Le navire appareilla le 22 janvier 1944 pour les Marshall. Il couvre les débarquements sans opposition sur Majuro le 31 janvier et navigue ensuite vers l'atoll de Kwajalein. Prenant une position de tir à l'intérieur du lagon le 2 février, il fournit un appui de tir aux Marines qui avancent jusqu'à ce que l'île soit sécurisée 3 jours plus tard. Ensuite, le Haggard patrouilla et escorta des transports dans la zone de Kwajalein jusqu'à son départ pour Engebi, sur l'atoll d'Eniwetok, du 17 au 19 février. Là, le destroyer fournit à nouveau un appui-feu rapproché avec ses canons de 5 pouces, aidant ainsi à sécuriser Eniwetok. Les Marshall étant aux mains des Américains, le Haggard arriva le 7 mars à Espiritu Santo, aux Nouvelles-Hébrides.
Au cours des mois suivants, le Haggard opère avec la 3e Flotte (3rd Fleet) dans la zone Nouvelle-Guinée-Solomons. Ses tâches comprenaient des patrouilles de reconnaissance, des convoyages et le contrôle des transporteurs d'escorte. Il travailla aussi occasionnellement avec des engins de déminage et supervisa une opération de pose de mines le 9 mai dans les Salomon, passant à moins de 800 mètres d'une plage tenue par l'ennemi dans le passage de Buka. Dans la nuit du 16 au 17 mai, le destroyer patrouillait avec le USS Franks (DD-554) et le USS Johnston (DD-557) lorsqu'il capta un contact sonore sous-marin. Les trois navires lancent des attaques de grenades sous-marines et sont conjointement crédités du naufrage du sous-marin japonais I-176.
Le 21 mai, le Haggard rejoint la 5e Flotte (5th Fleet) à Eniwetok pour se préparer à l'opération des Mariannes, alors que la puissance amphibie américaine se presse dans le Pacifique. Quittant Eniwetok le 8 juillet, le Haggard arriva à Guam avec les cuirassés USS Pennsylvania (BB-38) et USS New Mexico (BB-40) et d'autres unités de la Flotte le 17 juillet et commença un bombardement des fortifications de la plage. Avec le débarquement des Marines sur Guam le 21 juillet, le destroyer s'est tourné vers l'appui-feu rapproché, prêtant ses tirs à la bataille à terre.
La prochaine étape de la campagne dans les îles du Pacifique était le groupe de Palaos, qui devait servir de base aérienne pour la suite des opérations. Le 24 août 1944, le Haggard est retiré de Guam pour être transféré à Espiritu Santo. Il rejoint ensuite le Western Escort Carrier Group au large des îles Salomon. Lors de l'invasion de Peleliu, le 15 septembre, le Haggard couvre les groupes de porte-avions qui bombardent et soutiennent les Marines à terre par des tirs rapprochés. Les avions de son groupe ont également bombardé Ulithi avant que les navires ne retournent au port Seeadler (Seeadler Harbor) sur l'île Manus le 1er octobre.

### Les Philippines
La prochaine opération du Haggard fut le début de l'invasion des Philippines. Il est affecté à un groupe de porte-avions d'escorte au large de Samar pour soutenir l'invasion de Leyte et les actions de surface de la Flotte du 23 au 25 octobre. Faisant partie du "Taffy 2" (Task Unit 77.4.2) du contre-amiral Felix Stump lors de la bataille au large de Samar, le Haggard et son groupe furent surpris le matin du 25 octobre par des unités au nord sous les ordres de l'amiral Takeo Kurita qui se dirigeaient vers les plages d'invasion du golfe de Leyte. Alors que les porte-avions de "Taffy 3" (TU 77.4.3) se retirent à toute vitesse, les destroyers, dont le USS Hoel (DD-533), le USS Heermann (DD-532) et le Johnston, attaquent les Japonais à bout portant, tandis que les avions des deux groupes de porte-avions lancent des attaques répétées dans l'espoir de détourner la force japonaise écrasante et de permettre aux unités légères américaines de s'enfuir. Le Haggard prend position à l'arrière de ses porte-avions pour les protéger et manque de peu les gros canons de la flotte japonaise. Bien que deux porte-avions d'escorte et trois destroyers aient été coulés, les attaques ont permis de sauver le petit groupe américain et d'infliger des dommages aux attaquants. L'amiral Takeo Kurita décida de ne pas pénétrer dans le golfe de Leyte et retourna vers le nord.
Le Haggard resta avec les groupes de porte-avions d'escorte tout au long du mois de novembre pendant les opérations aériennes en soutien à la campagne des Philippines. Après un bref séjour à Ulithi du 25 novembre au 10 décembre, le destroyer rejoignit la Task Force 38 (TF 38) en soutien à l'invasion de Luçon. Puis, du 10 au 20 janvier 1945, la 3e Flotte de l'amiral William Halsey fait une incursion remarquée en mer de Chine méridionale. Sous la protection du Haggard et d'autres destroyers, les groupes de porte-avions frappent Luçon, Formose, l'Indochine et la Chine continentale, détruisant les navires et les aérodromes dans une démonstration mémorable de la puissance maritime mobile.

### Japon
Le destroyer est retourné à Ulithi le 26 janvier 1945 avant de rejoindre le Task Group 58.4 (TG 58.4) pour des frappes contre le Japon. Parti le 9 février, le groupe, comprenant les porte-avions USS Randolph (CV-15) et USS Yorktown (CV-10), attaqua Tokyo les 16 et 17 février, juste avant le débarquement sur Iwo Jima. Le groupe de porte-avions du Haggard a apporté un soutien aérien à l'assaut sur Iwo Jima jusqu'à son retour à Ulithi le 4 mars 1945.

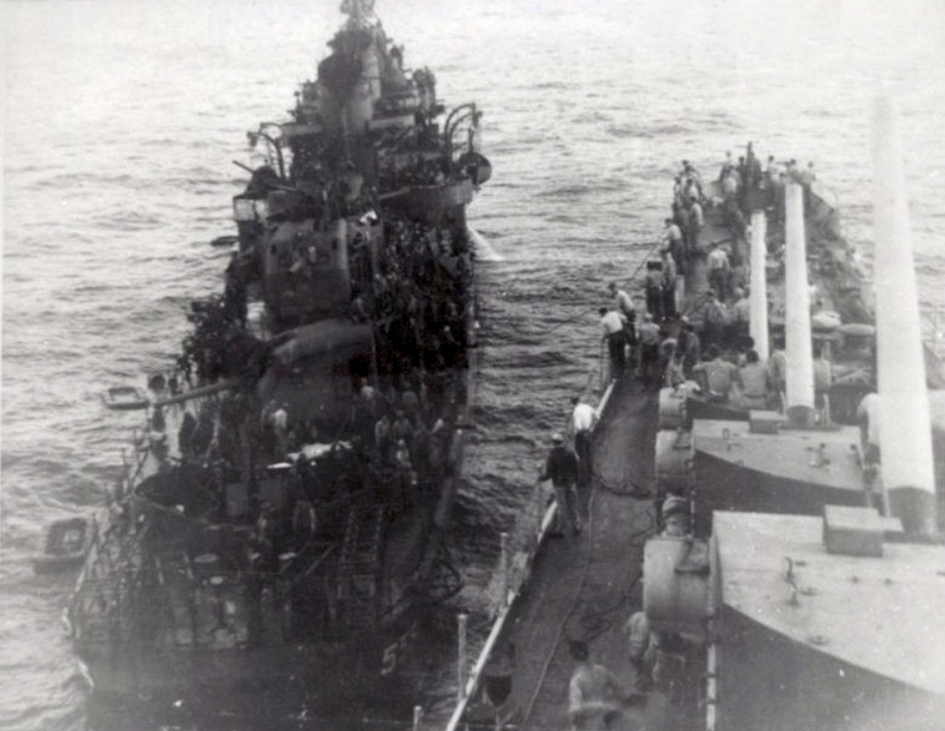
Le croiseur léger assiste le Haggard après que celui-ci ait été touché par un kamikaze, le 29 avril 1945.

La campagne du Pacifique atteignant alors son point culminant, le Haggard est reparti avec les porte-avions de la 5e Flotte du vice-amiral Marc Mitscher pour attaquer le Japon. Au cours des attaques sur Honshū, les 18 et 19 mars, des avions-suicides japonais ripostent à la force opérationnelle. Les artilleurs du Haggard abattent plusieurs kamikazes, tandis que les porte-avions USS Franklin (CV-13) et USS Enterprise (CV-6) sont endommagés. Après s'être ravitaillé en mer, le groupe de porte-avions rapides se dirigea vers Okinawa le 22 mars, le Haggard jouant le rôle de destroyer de piquet à l'avant de la formation. Peu avant minuit, le Haggard détecta un sous-marin en surface à l'aide d'un radar et, après que le sous-marin eut plongé, il l'attaqua avec des grenades sous-marines. Dix minutes plus tard, le sous-marin fait surface sur le travers bâbord du Haggard. Le commandant Soballe fait virer son navire à gauche vers le sous-marin à pleine vitesse. Le Haggard éperonne le sous-marin au milieu du navire et le coule en trois minutes. L'équipage du Haggard effectue alors des réparations d'urgence sur sa proue endommagée et le ramène à Ulithi le 25 mars. Certains récits ont identifié le sous-marin qu'il a coulé comme étant le I-371, mais les Japonais avaient déjà déclaré le I-371 disparu 11 jours plus tôt, et la victime de Haggard était plus probablement le sous-marin japonais Ro-41,.
Le Haggard quitta Ulithi le 21 avril avec le cuirassé USS Iowa (BB-61) pour soutenir l'opération d'Okinawa. De nouveau occupés à surveiller les porte-avions dans la région, le Haggard et d'autres unités de la Flotte sont constamment menacés par des avions-suicides alors que les Japonais tentent désespérément d'arrêter l'invasion. Alors qu'il se rendait à son poste de piquet radar le 29 avril, le navire fut attaqué par un kamikaze qui plongea à tribord et s'écrasa à proximité de sa coque, près de la ligne de flottaison. Peu après, sa bombe explose dans la salle des machines du Haggard. Alors que l'eau jaillit par le trou dans le flanc du destroyer et qu'il commence à s'affaisser, un autre avion suicide attaque mais est abattu. Le contrôle des dégâts permet de maîtriser l'inondation et le Haggard est maintenu à flot. Les blessés sont pris en charge par le croiseur USS San Diego (CL-53) tandis que le destroyer USS Walker (DD-517) arrive pour remorquer le navire en difficulté jusqu'à Kerama Retto, près d'Okinawa. Le navire y arrive le 1er mai 1945.
Gêné par le manque de matériel et les alertes aériennes quasi constantes, l'équipage du Haggard réussit à le réparer afin qu'il puisse repartir. Il quitte Kerama Retto le 18 juin 1945 et arrive à Pearl Harbor via Saipan et Guam le 12 juillet. De là, il fait route vers San Diego et la zone du canal de Panama, et arrive à Norfolk le 5 août 1945. 
Désarmé le 1er novembre 1945, le Haggard a été démoli en raison de dommages de guerre.

## Décorations
Le Haggard a reçu 12 battle stars (étoiles de combat) pour son service pendant la Seconde Guerre mondiale.
Le navire est crédité d'un maximum de 7 engagements dans et autour du Pacifique au cours de son tour pendant la guerre.